# Jackie Wilson
Jack Leroy Wilson Jr. (9 de junho de 1934 – 21 de janeiro de 1984) foi um cantor e performer americano de soul. Tenor com extensão de quatro oitavas, Wilson foi uma figura proeminente na transição do rhythm and blues para o soul. Wilson foi considerado um mestre do showman e um dos cantores e intérpretes mais dinâmicos da história do pop, R&B e rock & roll, ganhando o apelido de "Mr. Excitement".
Wilson ganhou fama inicial como membro do grupo vocal de R&B Billy Ward and His Dominoes. Ele foi solo em 1957 e marcou mais de 50 singles nas paradas, abrangendo os gêneros de R&B, pop, soul, doo-wop e easy listening, incluindo 16 R&B Top 10 hits, nos quais seis R&B do repertório classificaram como número um. Na Billboard Hot 100, Wilson marcou 14 sucessos pop top 20, seis dos quais alcançaram o top 10. Jackie Wilson foi um dos artistas musicais mais importantes e influentes de sua geração.
Wilson foi introduzido postumamente no Rock and Roll Hall of Fame em 1987. Ele também foi introduzido noNational Rhythm & Blues Hall of Fame. Duas das gravações de Wilson foram incluídas no Grammy Hall of Fame em 1999. Ele foi homenageado com o prêmio Legacy Tribute da Fundação Rhythm and Blues em 2003. Em 2004, a revista Rolling Stone classificou Jackie Wilson em 69º em sua lista dos 100 maiores artistas de todos os tempos.

## Vida e carreira

### Primeiros anos
Jack Leroy Wilson Jr. nasceu em 9 de junho de 1934, em Highland Park, Michigan, como o terceiro e único filho sobrevivente do cantor e compositor Jack Leroy Wilson, Sr. (1903–1983) e Eliza Mae Wilson (1900–1975). Eliza Mae nasceu em Billups-Whitfield Place em Lowndes County, Mississippi. Os pais de Eliza Mae eram Tom e Virginia Ransom. Wilson costumava visitar sua família em Columbus e foi muito influenciado pelo coro da Capela Billups. Crescendo no enclave suburbano de Highland Park, em Detroit, Wilson se juntou a uma gangue chamada Shakers e muitas vezes se metia em apuros. O pai alcoólatra de Wilson estava freqüentemente ausente e geralmente desempregado. Em 1943, seus pais se separaram logo após o nono aniversário de Jackie.
Jackie Wilson começou a cantar ainda jovem, acompanhando sua mãe, uma excelente cantora de coro de igreja. No início da adolescência, ele se juntou a um quarteto, o Ever Ready Gospel Singers, que ganhou popularidade nas igrejas locais. Wilson não era muito religioso, mas gostava de cantar em público. O dinheiro que o quarteto ganhava com as apresentações costumava ser gasto em álcool, e Wilson começou a beber bem cedo.
Wilson abandonou o ensino médio aos 15 anos, tendo sido condenado duas vezes a detenção no sistema penitenciário de Lansing para adolescentes. Durante sua segunda passagem pela detenção, Wilson aprendeu boxe e começou a competir no circuito amador de Detroit aos 16 anos. O recorde de Wilson no Golden Gloves foi 2 e 8. Depois que sua mãe forçou Jackie a parar com o boxe, Wilson foi forçado por seu pai a se casar com Freda Hood, e ele se tornou pai aos 17 anos.

### Início da carreira
Ele começou a trabalhar no Lee's Sensation Club como cantor solo, em seguida, formou um grupo chamado Falcons, que incluía o primo Levi Stubbs, que mais tarde liderou os Four Tops. (Dois outros primos de Wilson, Hubert Johnson e o irmão de Levi, Joe, mais tarde se tornaram membros dos Contours.) Os outros Falcons se juntaram a Hank Ballard como parte dos Midnighters, incluindo Alonzo Tucker e Billy Davis, que trabalharam com Wilson vários anos depois como solo artista. Tucker e Wilson colaboraram como compositores em algumas canções que Wilson gravou, incluindo seu sucesso de 1963 "Baby Workout".
Jackie Wilson foi descoberto pelo agente de talentos Johnny Otis, que o recrutou para um grupo chamado Thrillers. Esse grupo evoluiu para Royals (que mais tarde se tornou o grupo de R&B, os Midnighters, embora Wilson não fizesse parte do grupo quando mudou seu nome e assinou com a King Records). Wilson assinou contrato com o empresário Al Green (não deve ser confundido com o cantor de R&B Al Green, nem com Albert "Al" Green do agora extinto National Records). Green, que também administrava LaVern Baker, Little Willie John, Johnnie Ray e Della Reese, era dono de duas editoras musicais, Pearl Music e Merrimac Music, e o Detroit's Flame Show Bar, onde Wilson conheceu Baker.
Depois que Wilson gravou sua primeira versão de "Danny Boy" e algumas outras faixas na gravadora Dee Gee Records de Dizzy Gillespie sob o nome de Sonny Wilson (seu apelido), Wilson acabou sendo contratado por Billy Ward em 1953 para ingressar no grupo Ward formado em 1950 chamou os Dominoes, após a audição bem-sucedida de Wilson para substituir o imensamente popular Clyde McPhatter, que deixou o Dominoes e formou os Drifters. Wilson quase perdeu sua chance naquele dia, aparecendo se autodenominado "The shit" Wilson e se gabando de ser um cantor melhor do que McPhatter.
Billy Ward sentiu que um nome artístico se encaixaria melhor na imagem dos Dominoes , daí Jackie Wilson. Antes de deixar o Dominoes, McPhatter treinou Wilson no som que Billy Ward queria para seu grupo, influenciando o estilo de canto de Wilson e sua presença de palco. "Aprendi muito com Clyde, aquele estrangulamento agudo que ele usava e outras coisas ... Clyde McPhatter era meu homem. Clyde e Billy Ward." O cantor de blues dos anos 1940, Roy Brown também foi uma grande influência para ele, e Wilson cresceu ouvindo os Mills Brothers, os Ink Spots, Louis Jordan e Al Jolson.
Wilson foi o vocalista do grupo por três anos, mas os Dominoes perderam um pouco de seu ritmo com a saída de McPhatter. Eles fizeram aparições com base nos sucessos anteriores do grupo, até 1956, quando os Dominoes gravaram Wilson com uma interpretação improvável do hit pop "St. Therese of the Roses",, dando aos Dominoes outro breve momento no centro das atenções. (Seus únicos outros sucessos pós-McPhatter / Wilson foram "Stardust", lançado em 15 de julho de 1957, e "Deep Purple", lançado em 7 de outubro de 1957.) Em 1957, Jackie Wilson começou uma carreira solo, deixou o Dominoes, colaborou com seu primo Levi e garantiu apresentações no Bar Flame Show de Detroit. Mais tarde, Al Green assinou um contrato com a Decca Records, e Wilson assinou com sua gravadora subsidiária Brunswick.

### Estrelato solo
,Pouco depois de Jackie Wilson assinar um contrato solo com Brunswick, Green morreu repentinamente. O parceiro de negócios de Green, Nat Tarnopol, assumiu o cargo de gerente de Wilson (e finalmente ascendeu à presidência da Brunswick). O primeiro single de Wilson foi lançado, "Reet Petite" (de seu primeiro álbum, It's So Fine), que se tornou um modesto sucesso de R&B (muitos anos depois, um sucesso internacional). "Reet Petite" foi escrita pelo futuro fundador da Motown Records, Berry Gordy Jr. (outro ex-boxeador que era filho de Detroit) no qual ele co-escreveu "Reet Petite" com o parceiro Roquel "Billy" Davis (usando o pseudônimo de Tyran Carlo) e a irmã de Gordy, Gwendolyn. O trio compôs e produziu seis singles adicionais para Wilson, nos quais foram: "To Be Loved", "I'm Wanderin '", "We Have Love", "É por isso (I Love You So)", "I'll Be Satisfied "e a canção do final de 1958 de Wilson," Lonely Teardrops ", que alcançou o sétimo lugar nas paradas pop, ficou em primeiro lugar nas paradas de R&B nos Estados Unidos e estabeleceu Wilson como um superstar do R&B conhecido por seu extraordinário , alcance vocal operático de várias oitavas. "Lonely Teardrops" de Wilson vendeu mais de um milhão de cópias e foi premiado com um disco de ouro pela RIAA.
Devido ao fervor de Wilson ao se apresentar, com seus movimentos de dança dinâmica, canto apaixonado e roupas impecáveis, ele logo foi batizado de "Mr. Excitement", um título que Wilson manteve pelo resto de sua carreira. A encenação de Jackie Wilson em seus shows ao vivo inspirou James Brown, Michael Jackson e Elvis Presley, bem como uma série de outros artistas que se seguiram. Presley ficou tão impressionado com Wilson que fez questão de conhecê-lo, e os dois instantaneamente se tornaram bons amigos. Em uma foto dos dois posando juntos, a legenda de Presley no autógrafo diz "Você conseguiu um amigo para a vida toda". Wilson às vezes era chamado de "O Elvis Negro". Alegadamente, quando questionado sobre isso, Presley disse: "Acho que isso me torna o Jackie Wilson branco." Wilson também disse que foi influenciado por Presley, dizendo: "Muitas pessoas acusaram Elvis de roubar a música do homem negro, quando, na verdade, quase todo artista solo negro copiou seus maneirismos de palco de Elvis".
As performances ao vivo poderosas e eletrizantes de Wilson raramente deixavam de levar o público a um estado de frenesi. Suas apresentações ao vivo consistiam em quedas de joelhos, divisões, giros, saltos para trás, slides com um pé no chão, removendo a gravata e o paletó e jogando-os para fora do palco, passos básicos do boxe como avançar e recuar embaralhando, e uma de suas rotinas favoritas, fazer com que algumas das mulheres menos atraentes da platéia subissem ao palco e o beijassem. Wilson costumava dizer "se eu conseguir que a garota mais feia da platéia venha e me beije, todos vão pensar que podem me ter e continuar voltando e comprando meus discos".
Jackie Wilson era uma presença regular na TV, fazendo aparições regulares em programas como The Ed Sullivan Show, American Bandstand, Shindig !, Shivaree e Hullabaloo. Sua única aparição no cinema foi no filme de rock and roll Go, Johnny, Go !, onde cantou seu hit de 1959 "You Better Know It".
Em 1958, Davis e Gordy deixaram Wilson e Brunswick depois que as disputas de royalties aumentaram entre eles e Nat Tarnopol. Davis logo se tornou um compositor e produtor de sucesso da Chess Records, enquanto Gordy pegou emprestado $ 800 de sua família e usou o dinheiro que ganhou com royalties escrevendo para Wilson para iniciar seu próprio estúdio de gravação, Hitsville USA, a fundação da Motown Records em sua Detroit natal. Enquanto isso, convencido de que Wilson poderia se aventurar fora do R&B e do rock and roll, Tarnopol fez o cantor gravar baladas operísticas e material de audição fácil, emparelhando-o com o veterano arranjador da Decca Records, Dick Jacobs.
Jackie Wilson marcou sucessos ao entrar na década de 1960 com a 15ª posição "Doggin 'Around", a 4ª balada pop "Night", outra que vendeu um milhão de exemplares. Jackie Wilson marcou sucessos ao entrar na década de 1960 com a 15ª posição "Doggin 'Around", a 4ª balada pop "Night", outra que vendeu um milhão de exemplares.
Também em 1961, Wilson gravou um álbum tributo a Al Jolson, Nowstalgia ... You Ain't Heard Nothin 'Yet, que incluía as únicas notas de capa do álbum que ele escreveu: "... para o maior artista deste ou de qualquer outro era ... Acho que tenho quase todas as gravações que ele já fez, e raramente deixo de ouvi-lo no rádio ... Durante os três anos que tenho feito discos, tive a ambição de fazer um álbum de canções, que, para mim, representam a grande herança Jolson ... Esta é simplesmente minha humilde homenagem ao homem que mais admiro neste negócio ... para manter viva a herança de Jolson". O álbum foi um fracasso comercial.
Após o sucesso de "Baby Workout", Wilson experimentou uma pausa em sua carreira entre 1964 e 1966, quando Tarnopol e a Brunswick Records lançaram uma sucessão de álbuns e singles malsucedidos. Apesar da falta de sucesso de vendas, Wilson ainda obteve ganhos artísticos ao gravar um álbum com Count Basie, bem como uma série de duetos com a artista de R&B LaVern Baker e a cantora gospel Linda Hopkins.
Em 1966, Jackie Wilson marcou o primeiro de dois grandes singles de retorno com o conhecido produtor de soul de Chicago Carl Davis com "Whispers (Gettin 'Louder)" e "(Your Love Keeps Lifting Me) Higher and Higher", este último em 6º lugar hit pop em 1967 que se tornou um de seus sucessos finais. "I Get the Sweetest Feeling", apesar de seu modesto sucesso inicial nas paradas nos Estados Unidos (Billboard Pop # 34), desde então se tornou um de seus maiores sucessos nas paradas internacionais, ficando no Top 10 duas vezes no Reino Unido (em 1972 e 1987), e no Top 20 do Top 40 holandês. "I Get the Sweetest Feeling" gerou várias versões cover de outros artistas como Edwin Starr, Will Young, Erma Franklin (irmã de Aretha Franklin) e Liz McClarnon.
A chave para o renascimento musical de Jackie Wilson foi Davis insistir que Wilson não gravasse mais com os músicos de Brunswick em Nova York; em vez disso, ele gravou com músicos lendários de Detroit normalmente empregados pela Motown Records e também com os próprios músicos de Davis em Chicago. Os músicos de Detroit, conhecidos como Funk Brothers, participaram das gravações de Wilson devido ao seu respeito por Davis e Wilson.
Em 1975, Wilson e os Chi-Lites eram os únicos artistas significativos restantes na lista de Brunswick. Wilson continuou a gravar singles que encontraram sucesso na parada de R&B, mas não encontrou nenhum sucesso significativo nas paradas pop. Seu sucesso final, "You Got Me Walkin '", escrito por Eugene Record dos Chi-Lites, foi lançado em 1972 com os Chi-Lites apoiando-o nos vocais e instrumentos.

## Doença e morte
"De acordo com Larry Geller, que visitou Wilson nos bastidores em Las Vegas com Elvis Presley, o cantor tinha o hábito de tomar um punhado de tabletes de sal e beber muita água antes de cada apresentação, para criar suor abundante. Wilson disse a Elvis Presley: "As garotas adoram. Um efeito colateral seria hipertensão.
Em 29 de setembro de 1975, Wilson foi um dos artistas apresentados na Good Ol 'Rock and Roll Revue de Dick Clark, apresentada no Latin Casino em Cherry Hill, New Jersey. Ele estava cantando "Lonely Teardrops" quando sofreu um forte ataque cardíaco. Nas palavras "My heart is crying" ("Meu coração está chorando"), ele desabou no palco; os membros da audiência aplaudiram, pois inicialmente pensaram que era parte do ato. Clark percebeu que algo estava errado e ordenou que os músicos parassem a música. Cornell Gunter dos Coasters, que estava nos bastidores, notou que Wilson não estava respirando. Gunter conseguiu ressuscitá-lo e Wilson foi levado às pressas para um hospital próximo. A equipe médica trabalhou para estabilizar os sinais vitais de Wilson, mas a falta de oxigênio em seu cérebro o fez entrar em coma. Ele se recuperou brevemente no início de 1976 e foi até capaz de dar alguns passos vacilantes, mas caiu de volta em um estado semicomatoso. O amigo de Wilson, o cantor Bobby Womack, planejou um evento beneficente no Hollywood Palladium para arrecadar fundos para Wilson em 4 de março. Wilson foi considerado consciente, mas incapacitado no início de junho de 1976, incapaz de falar, mas ciente de seus arredores. Wilson era residente do Medford Leas Retirement Center em Medford, New Jersey, quando foi admitido no Memorial Hospital of Burlington County em Mount Holly, New Jersey, devido a problemas para se alimentar, de acordo com o advogado de Wilson, John Mulkerin. A amiga de Wilson, Joyce McRae, tentou se tornar seu cuidador enquanto ele estava em uma casa de repouso, mas ele foi colocado sob a tutela de sua ex-esposa Harlean Harris e de seu advogado John Mulkerin em 1978.
Wilson morreu em 21 de janeiro de 1984, aos 49 anos de complicações de pneumonia. Ele foi inicialmente enterrado em uma sepultura sem identificação no cemitério Westlawn, perto de Detroit. Em 1987, os fãs arrecadaram dinheiro em uma arrecadação de fundos liderada por um disc jockey de Orlando Jack (the Rapper) Gibson para comprar um mausoléu. Em 9 de junho de 1987, uma cerimônia foi realizada e Wilson foi enterrado no mausoléu do Cemitério Westlawn em Wayne, Michigan. Sua mãe Eliza Wilson, falecida em 1975, também foi colocada no mausoléu.

## Vida pessoal
Wilson se converteu ao judaísmo quando adulto.
Wilson tinha a reputação de ser irritadiço e promíscuo. Em sua autobiografia, Patti LaBelle acusou Wilson de agredi-la sexualmente nos bastidores de um teatro do Brooklyn no início de 1960.
Em 15 de fevereiro de 1961, em Manhattan, Wilson foi baleada por uma fã chamada Juanita Jones. No entanto, Jones era uma de suas namoradas, e ela atirou nele com ciúmes de raiva depois que ele voltou para seu apartamento em Manhattan com outra mulher, a modelo Harlean Harris, uma ex-namorada de Sam Cooke. A gerência de Wilson supostamente inventou a história sobre ela ser uma fã zelosa para proteger a reputação de Wilson. Eles alegaram que Jones era uma fã obcecada que ameaçou atirar em si mesma e que a intervenção de Wilson resultou em seu tiro. Wilson foi baleado no estômago; a bala resultou na perda de um rim e alojou-se muito perto de sua coluna para ser operada. No início de 1975, durante uma entrevista com o autor Arnold Shaw, Wilson afirmou que na verdade era uma fã zelosa que ele não sabia quem atirou nele. "Também tivemos alguns problemas em 1961. Foi quando uma garota maluca atirou em mim e quase me prendeu para sempre ..." Nenhuma acusação foi feita contra Jones.

### Problemas legais
Em 1960, Wilson foi preso e acusado de agredir um policial quando fãs tentaram subir no palco em Nova Orleans. Ele agrediu um policial que empurrou um dos fãs.
Em 1964, Wilson saltou de uma janela do segundo andar do Auditório Kiel em St. Louis para evitar ser preso após um show. Sua prisão resultou da inadimplência de uma sentença contratual de US$ 2 200 em que ele não compareceu ao The Riviera Club em 1959. Ele foi pego pela polícia e preso por um dia antes de pagar uma fiança de US$ 3 000.
Em março de 1967, Wilson e seu baterista, Jimmy Smith, foram presos na Carolina do Sul sob "acusações morais"; os dois estavam entretendo duas mulheres brancas de 24 anos em seu quarto de motel.

### Problemas financeiros
Em 1961, Wilson declarou um ganho anual de US$ 263 000, enquanto o salário médio anual na época era de apenas US$ 5 000, mas ele descobriu que, apesar de estar no auge do sucesso, estava falido. Nessa época, o Internal Revenue Service (IRS) confiscou a casa da família de Wilson em Detroit. Tarnopol e seus contadores deveriam cuidar de tais assuntos. Wilson fez acordos com o IRS para restituir os impostos não pagos; ele também recomprou a casa da família em um leilão. Nat Tarnopol tirou proveito da ingenuidade de Wilson, administrando mal seu dinheiro desde que se tornou seu empresário. Tarnopol também tinha uma procuração para as finanças de Wilson.
Tarnopol e 18 outros executivos da Brunswick foram indiciados por acusações federais de fraude postal e evasão fiscal decorrentes de suborno e escândalos de payola em 1975. Também na acusação estava a acusação de que Tarnopol devia pelo menos US$ 1 milhão em royalties a Wilson. Em 1976, Tarnopol e os outros foram considerados culpados; um tribunal de apelações anulou sua condenação 18 meses depois. Embora a condenação tenha sido anulada, os juízes entraram em detalhes, destacando que a Tarnopol e a Brunswick Records defraudaram os royalties de seus artistas e que estavam convencidos de que havia provas suficientes para Wilson abrir um processo. No entanto, nunca houve um julgamento para processar Tarnopol por royalties, já que Wilson estava em um asilo semicomatose. Tarnopol nunca pagou a Wilson o dinheiro que tinha vindo para ele, e Wilson morreu devido uma grande soma ao IRS e à Brunswick Records.

### Casamentos e filhos
Aos 17 anos, Wilson se casou com sua namorada Freda Hood em 1951, enquanto ela estava grávida. Juntos, eles tiveram quatro filhos (Jacqueline Denise, Sandra Kay, Jack Leroy Jr e Anthony Duane). Hood divorciou-se de Wilson em 1965, após 14 anos de casamento, pois ela estava frustrada com seu notório mulherengo.
Em 1967, Wilson casou-se com sua segunda esposa, a modelo Harlean Harris (1937–2019), a pedido de Nat Tarnopol para reparar sua imagem. Eles namoravam desde pelo menos 1960 e tinham um filho, John Dominick, conhecido como Petey, nascido em 1963. Wilson e Harris legalmente separados em 1969. Wilson mais tarde viveu com Lynn Guidry. Eles tiveram dois filhos, filho Thor Lathon Kenneth (n. 1972) e filha, Li-Nie Shawn (n. 1975). Thor morreu em 23 de outubro de 2018 aos 46 anos. Wilson mantinha um relacionamento com Guidry, que tinha a impressão de que ela era sua esposa legal, até seu ataque cardíaco em 1975. No entanto, Wilson e Harris nunca se divorciaram oficialmente. Harris tornou-se seu guardião nomeado pelo tribunal em 1978.
O filho de 16 anos de Wilson, Jackie Jr, foi baleado e morto na varanda de um vizinho perto de sua casa em Detroit em 1970. Wilson mergulhou em um período de depressão e pelos próximos dois anos permaneceu quase todo recluso. Ele voltou-se para o abuso de drogas e continuou bebendo na tentativa de lidar com a perda de seu filho. More tragedy hit when two of Wilson's daughters died when young. Sua filha Sandra morreu em 1977, aos 24 anos, de um aparente ataque cardíaco. Outra filha, Jacqueline, foi morta em 1988 em um incidente relacionado com drogas em Highland Park, Michigan.
Wilson também teve filhos fora do casamento com mulheres diferentes.

## Tributos e legados
Van Morrison gravou uma canção tributo chamada "Jackie Wilson Said (I'm in Heaven When You Smile)" em seu álbum de 1972, Saint Dominic's Preview. Foi regravado por Dexys Midnight Runners em 1982.
Após a morte de Wilson, Michael Jackson homenageou Jackie Wilson no Grammy Awards de 1984. Jackson dedicou seu Álbum do Ano Grammy de Thriller a Wilson, dizendo: "Algumas pessoas são artistas e outras são grandes artistas. Algumas pessoas são seguidores. E outras fazem o caminho e são pioneiros. Eu gostaria de dizer que Jackie Wilson foi um artista maravilhoso. Ele não está mais conosco, mas Jackie, onde você está, eu gostaria de dizer, eu te amo e muito obrigado".
Em 1985, os Commodores gravaram "Nightshift" em memória de Wilson e do cantor de soul Marvin Gaye, que morreram em 1984.
Wilson fez um sucesso póstumo na Europa quando "Reet Petite" liderou as paradas na Holanda, na República da Irlanda e no Reino Unido em 1986. Esse sucesso provavelmente se deveu em parte a um novo clipe de animação feito para a canção, apresentando uma argila modelo de Wilson, que se popularizou na rede de TV BBC Two deste último país. No ano seguinte, o sucesso póstumo de Wilson nas paradas do Reino Unido continuou quando ele atingiu o UK Singles Chart novamente com "I Get the Sweetest Feeling" (número três) e "(Your Love Keeps Lifting Me) Higher and Higher" (número 15).
Em sua autobiografia de 1994, To Be Loved (batizada em homenagem a uma das canções de sucesso que escreveu para Wilson), o fundador da Motown, Berry Gordy, afirmou que Wilson foi "O maior cantor que já ouvi. O epítome da grandeza natural. Infelizmente para alguns, ele estabeleceu o padrão que eu procuraria em cantores para sempre".
Em 1994, Peter Tork dos Monkees, gravou um cover de bluegrass-rock de "Higher and Higher" em seu primeiro álbum solo Stranger Things Have Happened.
No especial de televisão VH1 de 2010, Say It Loud: A Celebration of Black Music in America, Smokey Robinson e Bobby Womack prestaram homenagem a Wilson. Smokey explicou que "Jackie Wilson era o cantor e intérprete mais dinâmico que eu acho que já vi." Bobby acrescentou "Ele era o verdadeiro Elvis Presley, no que me diz respeito ... e Elvis recebeu muito dele também".
Em 2010, as canções de Wilson "(Your Love Keeps Lifting Me) Higher and Higher" e "Lonely Teardrops" foram classificadas como nº 248 e nº 315 na lista das 500 melhores canções de todos os tempos da revista Rolling Stone.
Em 2014, o artista Hozier lançou uma canção intitulada "Jackie and Wilson", uma brincadeira com o nome de Wilson. A música inclui a letra "Vamos chamar nossos filhos de Jackie e Wilson e criá-los no rhythm and blues".
Em 2016, a Cottage Grove Street em Detroit foi renomeada para Jackie Wilson Lane em sua homenagem.
Em 2018, a Hologram USA Networks Inc. lançou o show de holograma, Higher & Higher: The Jackie Wilson Story.
Durante a temporada 2019-20, "(Your Love Keeps Lifting Me) Higher and Higher" tocadojogado após cada vitória em casa para o St. Louis Blues.

### Representações em outras mídias
Em 1987, Wilson foi retratado no filme biográfico de Ritchie Valens, La Bamba, de Howard Huntsberry.
Em 1992, Wilson foi retratado na minissérie da ABC por Grady Harrell em The Jacksons: An American Dream.
Em 1999, Wilson foi retratado por Leon Robinson no filme para televisão da NBC, Mr. Rock 'n' Roll: The Alan Freed Story.
Em 1999, Wilson foi retratado por Sananda Maitreya, então conhecido profissionalmente como Terence Trent D'Arby, no filme para televisão Shake, Rattle & Roll.
Em 2000, Wilson foi retratado por Chester Gregory na produção musical do Black Ensemble Theatre of Chicago sobre a vida de Wilson.
Em 2019, Wilson foi retratado por Jeremy Pope em One Night in Miami.

## Prêmios e nomeações
- 1987: Wilson foi introduzido no Rock and Roll Hall of Fame[64]
- 2003: Wilson foi homenageado com o Rhythm and Blues Foundation e o Legacy Tribute Award[65]
- 2005: Jackie Wilson foi votado para o Michigan Rock and Roll Legends Hall of Fame[66]
- 2013: Wilson foi introduzido no R&B Music Hall of Fame
- 2019: Wilson foi homenageado com uma estrela no Calçada da Fama[67]

### Grammy Awards
Wilson foi indicado para dois prêmios Grammy. Em 1999, suas canções "Higher and Higher" e "Lonely Teardrops" foram incluídas no Grammy Hall of Fame. Nomeado / Trabalho Resultado do Prêmio de Trabalho 1968 "Higher and Higher" Melhor Performance Vocal Solo de R&B, Masculino Nomeado 1961 "Lonely Teardrops" Melhor Performance Rhythm & Blues Nomeado,

## Discografia selecionada

### Álbuns de estúdio
- 1958: He's So Fine
- 1959: Lonely Teardrops
- 1959: So Much
- 1960: Jackie Sings the Blues
- 1960: A Woman, a Lover, a Friend
- 1961:You Ain't Heard Nothin' Yet
- 1961: By Special Request
- 1962: Body and Soul
- 1962: Jackie Wilson at the Copa
- 1963: Jackie Wilson Sings the World's Greatest Melodies
- 1963: Baby Workout
- 1963: Shake a Hand (com Linda Hopkins)
- 1964: Somethin' Else!!!
- 1965: Soul Time
- 1965: Spotlight on Jackie Wilson!
- 1966: Whispers
- 1967: Higher and Higher
- 1968: Manufacturers of Soul (com Count Basie)
- 1968: I Get the Sweetest Feeling
- 1968: Do Your Thing
- 1970: This Love is Real
- 1971: You Got Me Walkin
- 1973: Beautiful Day
- 1974: Nowstalgia
- 1976: Nobody But You